# 布尔关雅略
布尔关雅略（法語：Bourgoin-Jallieu，法語發音：[buʁɡwɛ̃ ʒaljø] ⓘ），法国东南部城市，奥弗涅-罗讷-阿尔卑斯大区伊泽尔省的一个市镇，隶属于拉图尔迪潘区，其市镇面积为24.4平方公里，2022年1月1日时人口数量为29,816人，是该省人口第五多的城市，在法国城市中排名第304位。
布尔关雅略位于伊泽尔省西北部，于1967年由“布尔关”和“雅略”两个市镇合并而成，历史上为纺织业重镇，现代则为北部伊泽尔省地区的中心城市，该区域在法国经济地理学上常被认作里昂东南远郊的一部分，通过区域列车及城际巴士与其连接。法国作家弗雷德里克·达尔和橄榄球运动员朱利安·博奈尔出生于此地。

## 地名来源
布尔关雅略成立于1967年，由“布尔关”和“雅略”两个市镇合并而成。
“布尔关”一名最初于公元2世纪时以的形式被记载，法国语言学家阿尔贝·多扎认为该名称前缀来源于高卢语，意为“高地”。
“雅略”一名则出现于12世纪，以的形式被记载，其含义尚有待考证。

## 历史

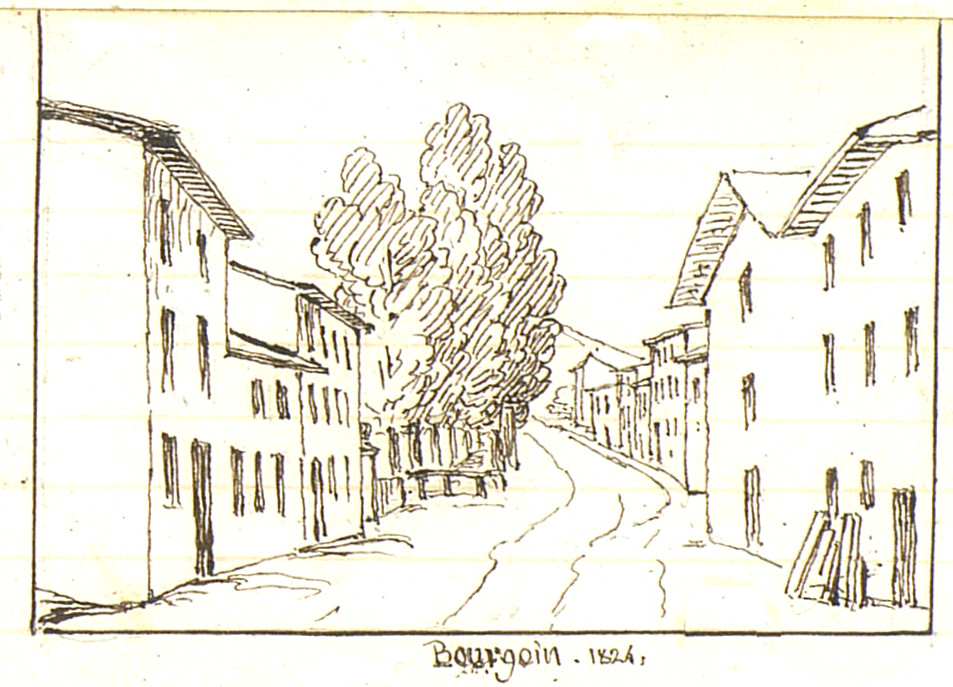
19世纪初布尔关雅略街头（绘画）

古典时期，布尔关雅略为阿洛布罗基人的活动范围，罗马人入侵后，一条连接米兰和里昂之间的道路由此通过。中世纪初期，布尔关雅略属于维埃纳伯国，为拉图尔迪潘领主的一处土地，12世纪连同周边多个村落一同划入多菲内，后被划入法兰西王国，成为同名行省的一部分。16世纪时，法兰西国王亨利三世曾停留于此。18世纪时，布尔关和雅略均因纺织业而获得发展。法国大革命后，布尔关雅略成为伊泽尔省的一个市镇。工业革命期间，里昂经格勒诺布尔前往马赛方向的铁路由此通过，当地出现了机械化的纺织工厂，以及大片的工人社区。二战后，随着通勤列车的开行，这一区域成为里昂东南方向的一个远郊卫星城。

## 地理

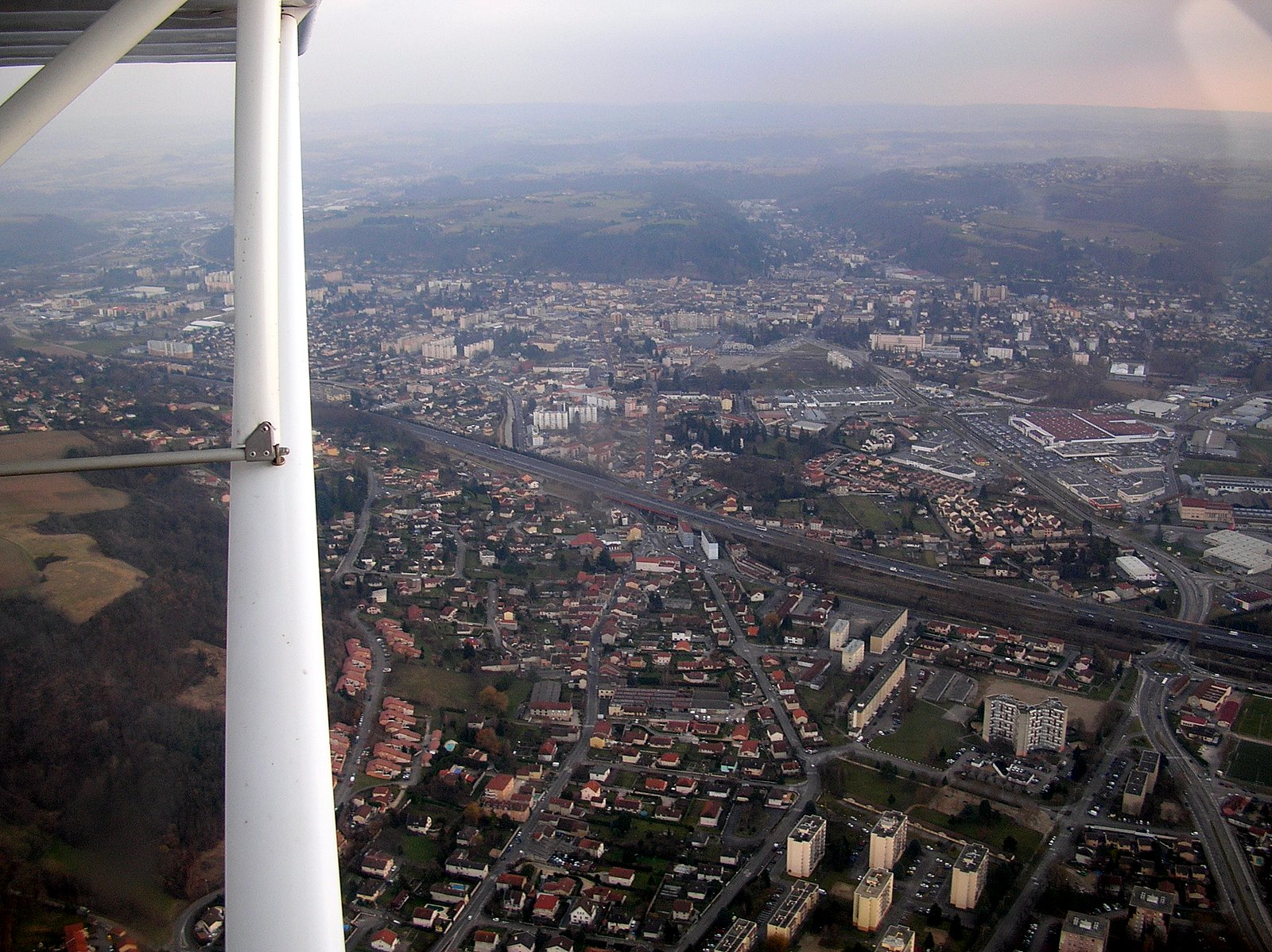
从滑翔机上眺望布尔关雅略

布尔关雅略位于法国东南部，奥弗涅-罗讷-阿尔卑斯大区中东部和伊泽尔省北部偏西，距离省会格勒诺布尔大约65公里。与布尔关雅略接壤的市镇包括：圣马塞尔-贝拉克伊、圣萨万、多马兰、利勒达博、莫贝克、梅列、尼沃拉-韦尔梅勒、吕伊-蒙索、圣阿尔邦德罗什。

### 地形
布尔关雅略位于布尔布尔-卡特朗平原腹地，地质学上属于冰川消融后形成的沉积平原，境内以浅丘为主，市中心大部分区域地势平坦，海拔在215到382米之间。

### 水文
布尔布尔河流经境内，经人工改造后有多条水渠及运河与之交汇，属于罗讷河水系。

### 植被
布尔关雅略属于温带落叶林区，莱利拉特公园（Parc des Lilattes）是当地重要的城市绿地公园，林地则大量分布于市区南北两侧的山坡上。

### 气候
布尔关雅略在柯本气候分类法中属于弱化的温带海洋性气候，因海拔相对较高，加之距离大西洋海岸线较远，故当地的气候又有一定的山地特征。
距离布尔关雅略最近的气象站位于塞雪境内，以下为该气象站的数据（其中日照数据取自布龙）：
| 布尔关雅略1981年－2019年 | 布尔关雅略1981年－2019年 | 布尔关雅略1981年－2019年 | 布尔关雅略1981年－2019年 | 布尔关雅略1981年－2019年 | 布尔关雅略1981年－2019年 | 布尔关雅略1981年－2019年 | 布尔关雅略1981年－2019年 | 布尔关雅略1981年－2019年 | 布尔关雅略1981年－2019年 | 布尔关雅略1981年－2019年 | 布尔关雅略1981年－2019年 | 布尔关雅略1981年－2019年 | 布尔关雅略1981年－2019年 |
| 月份                     | 1月                      | 2月                      | 3月                      | 4月                      | 5月                      | 6月                      | 7月                      | 8月                      | 9月                      | 10月                     | 11月                     | 12月                     | 全年                     |
| ------------------------ | ------------------------ | ------------------------ | ------------------------ | ------------------------ | ------------------------ | ------------------------ | ------------------------ | ------------------------ | ------------------------ | ------------------------ | ------------------------ | ------------------------ | ------------------------ |
| 历史最高温 °C（°F）      | 17 (63)                  | 19.5 (67.1)              | 26 (79)                  | 29 (84)                  | 33 (91)                  | 38.5 (101.3)             | 38 (100)                 | 40.2 (104.4)             | 32 (90)                  | 27 (81)                  | 23 (73)                  | 18 (64)                  | 40.2 (104.4)             |
| 平均高温 °C（°F）        | 6.4 (43.5)               | 9 (48)                   | 13.6 (56.5)              | 17.3 (63.1)              | 21.8 (71.2)              | 25.7 (78.3)              | 27.5 (81.5)              | 27 (81)                  | 22.2 (72.0)              | 17.4 (63.3)              | 10.6 (51.1)              | 6.5 (43.7)               | 17.1 (62.8)              |
| 日均气温 °C（°F）        | 2.5 (36.5)               | 4.1 (39.4)               | 7.5 (45.5)               | 10.7 (51.3)              | 15.3 (59.5)              | 18.8 (65.8)              | 20.4 (68.7)              | 20 (68)                  | 15.9 (60.6)              | 12.1 (53.8)              | 6.4 (43.5)               | 2.9 (37.2)               | 11.4 (52.5)              |
| 平均低温 °C（°F）        | −1.4 (29.5)              | −0.9 (30.4)              | 1.4 (34.5)               | 4.1 (39.4)               | 8.8 (47.8)               | 11.9 (53.4)              | 13.2 (55.8)              | 13 (55)                  | 9.5 (49.1)               | 6.9 (44.4)               | 2.2 (36.0)               | −0.7 (30.7)              | 5.7 (42.3)               |
| 历史最低温 °C（°F）      | −13.5 (7.7)              | −18 (0)                  | −15 (5)                  | −6 (21)                  | 0 (32)                   | 2 (36)                   | 5 (41)                   | 3 (37)                   | 0 (32)                   | −7 (19)                  | −10.5 (13.1)             | −16 (3)                  | −18 (0)                  |
| 平均降水量 mm（）        | 72.3 (2.85)              | 61.6 (2.43)              | 72.6 (2.86)              | 89 (3.5)                 | 95.8 (3.77)              | 72.7 (2.86)              | 68.8 (2.71)              | 87.7 (3.45)              | 94.4 (3.72)              | 104.7 (4.12)             | 120.7 (4.75)             | 72.2 (2.84)              | 1,012.5 (39.86)          |
| 月均日照時數             | 73.9                     | 101.2                    | 170.2                    | 190.5                    | 221.4                    | 254.3                    | 283                      | 252.7                    | 194.8                    | 129.6                    | 75.9                     | 54.5                     | 2,002                    |
| 来源：infoclimat.fr      |                          |                          |                          |                          |                          |                          |                          |                          |                          |                          |                          |                          |                          |

## 行政区划
布尔关雅略是法国奥弗涅-罗讷-阿尔卑斯大区伊泽尔省的一个市镇，编号为38053。布尔关雅略隶属于拉图尔迪潘区，隶属于伊泽尔省第六选区，管理布尔关雅略县，同时也是伊泽尔之门城市圈公共社区的组成部分。
布尔关雅略市镇被划为10个街区，并实行街区自治制度。
法国国家统计与经济研究所（简称）在进行数据统计时，将布尔关雅略及相邻的另外8个市镇设为布尔关雅略城市核心区以及布尔关雅略城市区，自2011年起亦被视作里昂城市区的一部分。同时，还将布尔关雅略市镇分为了9个“块区”（IRIS），以便于统计人口分布情况。

## 交通

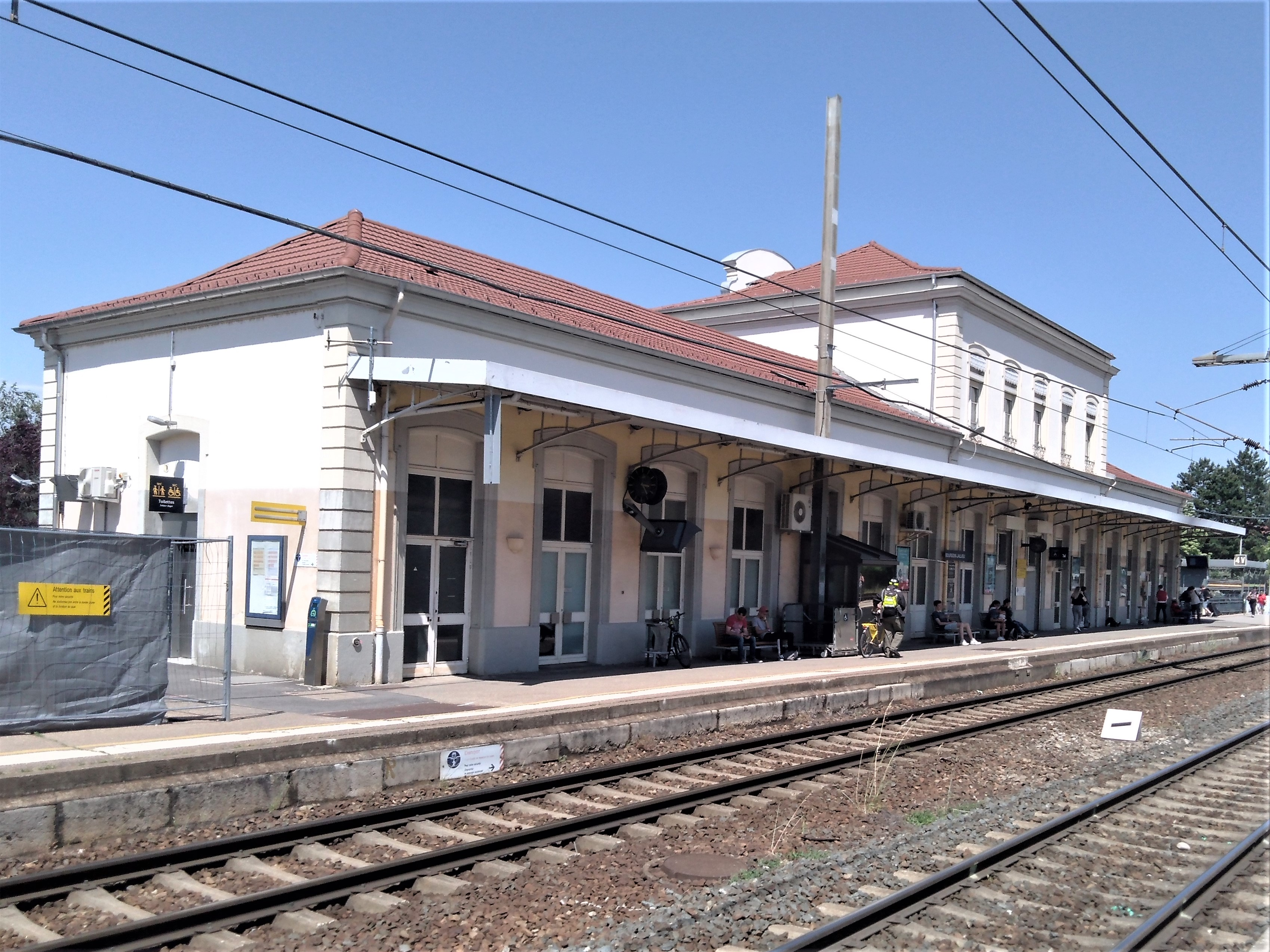
布尔关雅略火车站

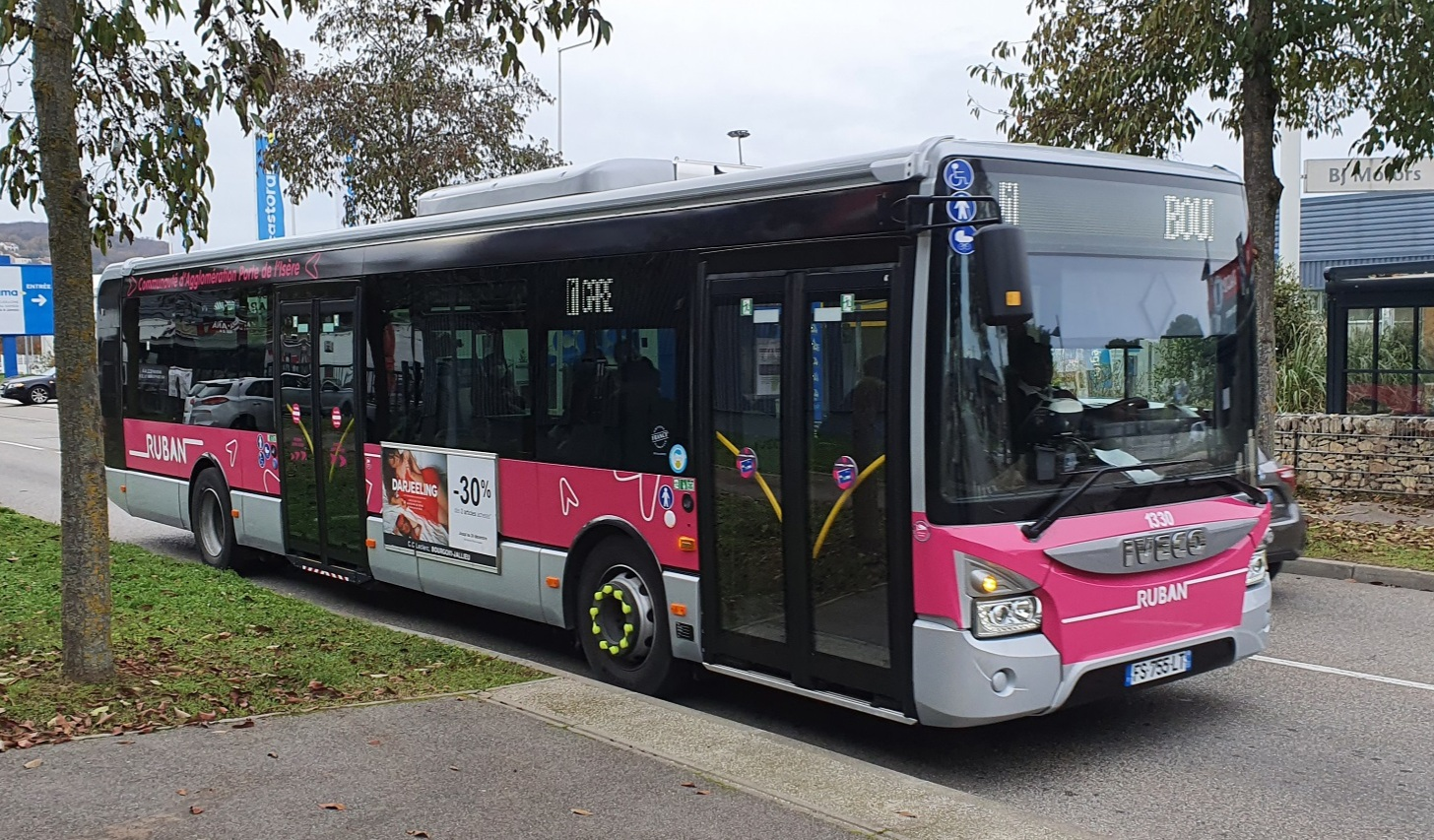
布尔关雅略街头的一辆公共汽车

### 公路
法国A43高速公路和多条伊泽尔省省道在布尔关雅略境内交汇，奥弗涅-罗讷-阿尔卑斯大区下属的城际客运提供巴士线路，可直达里昂市区、蓬德谢吕、大朗斯等地。
2017年，76%的布尔关雅略家庭拥有至少一辆的私人汽车。2018年，布尔关雅略境内共发生各类交通事故12起，造成2人遇难，16人受伤。

### 铁路
布尔关雅略位于里昂－马赛铁路上。布尔关雅略站位于市区南部，停靠往返于里昂和格勒诺布尔一线的区域列车，亦有少量班次可前往尚贝里以及莫达讷等地。

### 航空
距离布尔关雅略最近的民用航空站为里昂圣埃克絮佩里机场，距离布尔关雅略市中心的公路里程约26公里。

### 城市公共交通
布尔关雅略-新城城市公共交通（商业名称为）是当地的城市公共交通系统。截至2021年1月，该系统的4条公交线路（C线、D线、E线、M线）经过布尔关雅略市区。

## 政治

布尔关雅略市政厅

布尔关雅略的现任市长为樊尚·克里基先生，他是共和党的一名成员，在2020年的市政选举中获得了42.44%的支持率。
在2017年的法国总统大选中，法国第25任总统埃马纽埃尔·马克龙在布尔关雅略获得了67.19%的支持率。
| 布尔关雅略历届市长 |                   |                           |
| 任期               | 市长              | 党派                      |
| 1967年－1971年     | 福尔蒂内·朗塞耶尔 | PS社会党                  |
| 1971年－1989年     | 皮埃尔·乌多       | PS社会党                  |
| 1989年－2001年     | 埃德蒙·鲁瓦       | PS社会党                  |
| 2001年－2014年     | 阿兰·科塔洛尔达   | PS社会党                  |
| 2014年－           | 樊尚·克里基       | UMP人民运动联盟 →LR共和黨 |

## 人口
2017年，布尔关雅略市镇人口数量为28,387，在法国排名第304位。其中男性13,263人，女性15,124人，75岁及以上人口占8.4%，外籍人口数量为6,350人，人口密度为1,165人/平方公里，当地居民被称为（男性）或（女性）。2018年，布尔关雅略境内出生437人，死亡人口235人。
| 年份   | 1968   | 1975   | 1982   | 1990   | 1999   | 2006   | 2011   | 2016   | 2018   |
| ------ | ------ | ------ | ------ | ------ | ------ | ------ | ------ | ------ | ------ |
| 人口數 | 19,941 | 21,971 | 22,550 | 22,392 | 22,947 | 23,659 | 26,390 | 27,651 | 28,494 |

## 经济
布尔关雅略是一个区域性的中心城市，当地共有各类用人单位4,661家，平均历史为14年，其中98.26%为中小型企业（PME）。（大型零售）、（汽车销售）及（汽车销售）是当地2019年营业额最高的三个企业，分别为132,530,725欧元、46,020,248欧元和37,811,122欧元。

## 财政收入
2018年，布尔关雅略的财政收入总额为36,208,800欧元，财政支出总额为31,966,700欧元，当年的债务总额为23,076,000欧元。
2015年，布尔关雅略的人均收入总额为2,530欧元，其中高职人员为4,101欧元，普通职员为1,871欧元。
2017年，布尔关雅略境内的青壮年（15至64岁）失业率为16.7%，当地48.4%的家庭拥有纳税资格。

## 社会事务

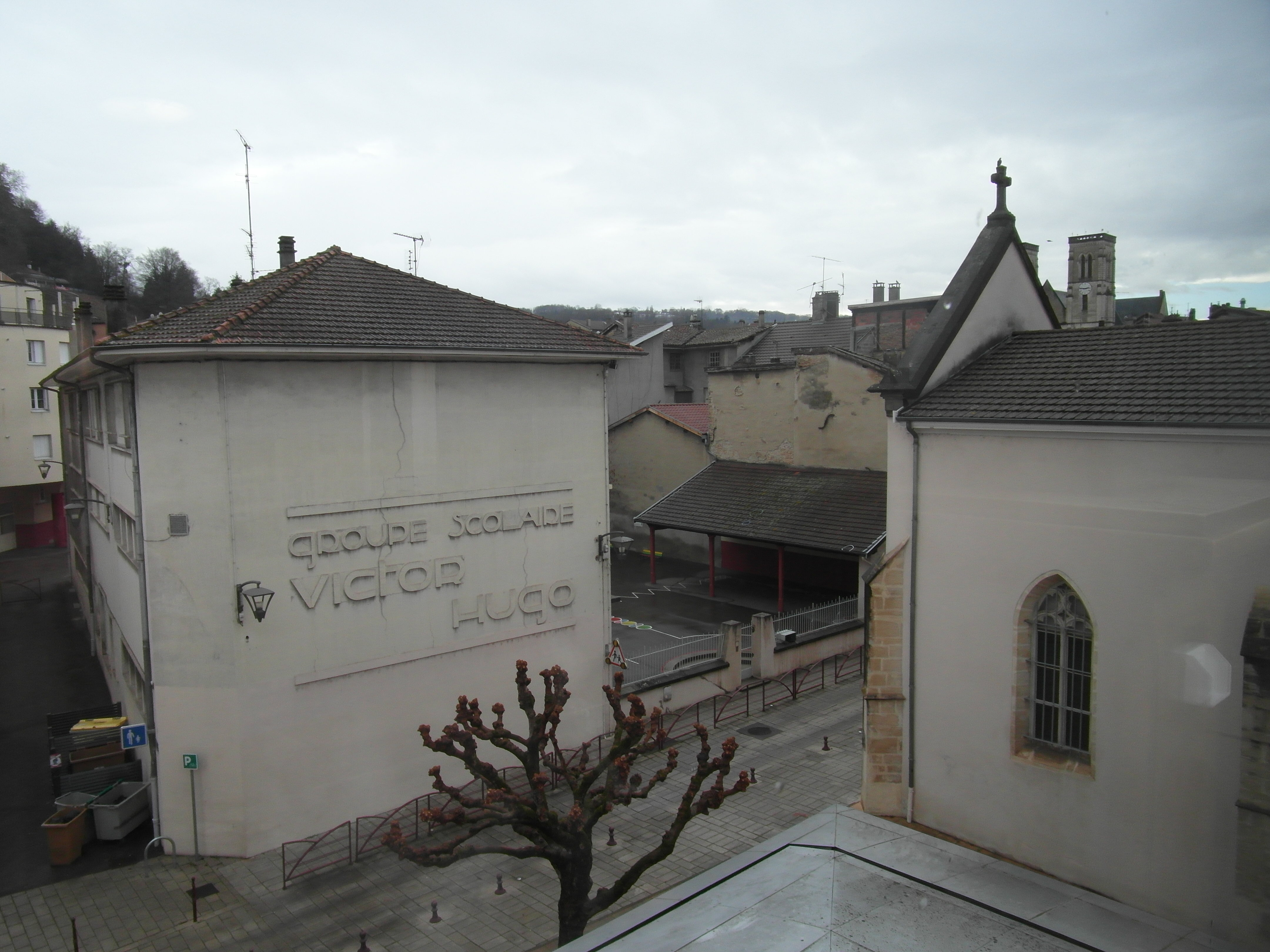
维克多教育集团

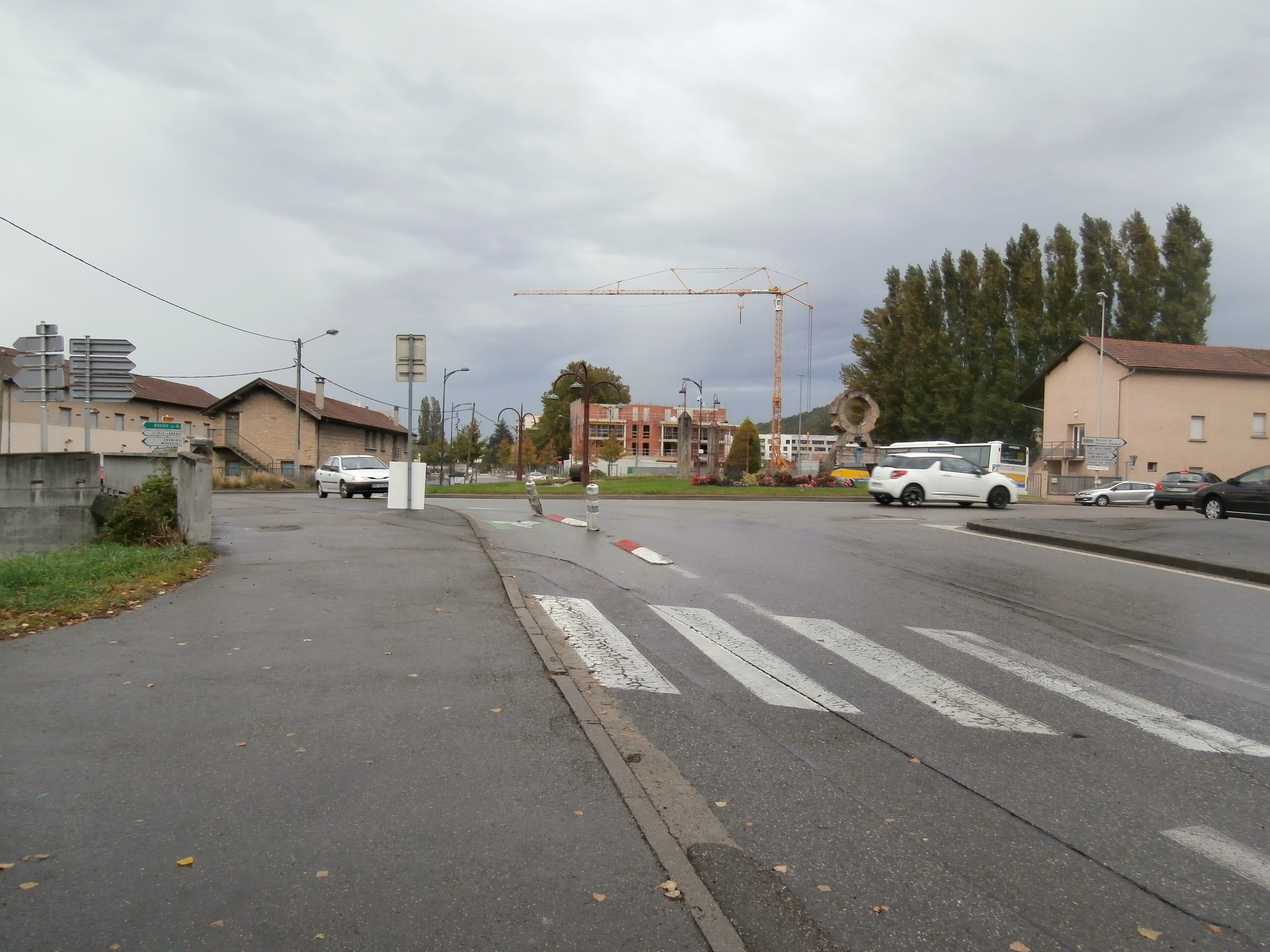
尚弗勒里街区

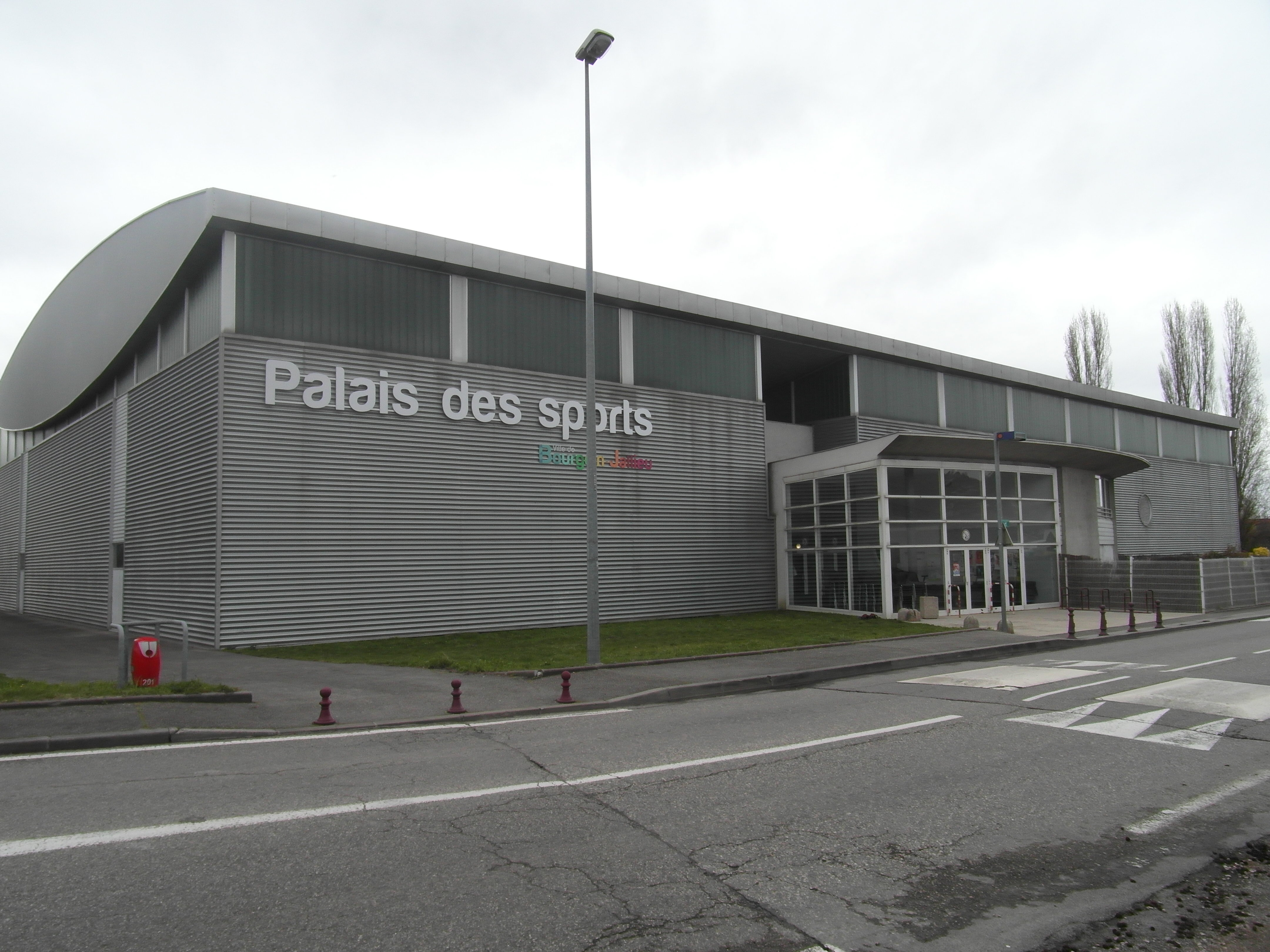
布尔关雅略室内体育中心

### 教育
布尔关雅略属于格勒诺布尔学区。截止2019年1月1日，布尔关雅略境内共有4所幼儿园、15所小学、4所初级中学、2所普通高中、2所农业高中和2所职业高中，其中让-克洛德·奥布里工艺美术与科技职业高级中学（lycée des Métiers des Arts et des Techniques de l'Industrie Jean-Claude Aubry）是格勒诺布尔学区内规模最大的职业高中。2018至2019学年度，布尔关雅略境内共有在校中等教育阶段学生4,404名。

### 医疗
截止2019年1月1日，布尔关雅略境内共有全科医生53名、保健师54名、牙医27名、护士38名、耳科医生5名、眼科医生10名、皮肤科医生0名、助产士24名、儿科医生7名和妇科医生8名。境内共有药房10家、养老院5家、残疾人帮扶中心8家。
布尔关雅略中心医院（Centre Hospitalier de Bourgoin-Jallieu）是法国的一个区域性医疗机构，其主病区皮埃尔·乌多中心医院（Centre Hospitalier Pierre Oudot）位于布尔关雅略市区西部，设有床位368个，是当地规模最大的公立综合性医院。

### 住房
2017年，布尔关雅略境内共有各类住房14,462套，其中26.4%为独立式居民区，71.8%为集中式居民区。常住房屋占布尔关雅略市镇范围内居民建筑总量的26.4%。市区北部的尚弗勒里街区是当地重要的现代居民区。

### 商业
2018年，布尔关雅略境内共有各类实体商铺1,030家，其中餐厅147家、大型超市11家、杂货店17家、面包房25家、肉铺14家、书店5家、装饰品店11家、银行门店25家、美容美发店61家、汽车维修店55家。市区西南部建有大型开放式商业街区。

### 体育
2019年，布尔关雅略境内共有2家游泳池、6间体育馆、2座综合体育场、11处网球场、5处足球或橄榄球场以及8处篮球或排球场。
布尔关雅略因橄榄球而闻名，布尔关雅略橄榄球体育俱乐部成立于1906年，曾获得1996至1997赛季欧洲联赛冠军，2020至2021赛季参加法国橄榄球丙级联赛，其主场皮埃尔·拉容球场可同时容纳九千四百名观众，是当地规模重要的体育设施。
布尔关雅略足球俱乐部是当地的一支足球队，成立于1936年，2020至2021赛季参加法國全國丙組聯賽（法戊），此外当地还有两家注册足球俱乐部：布尔关雅略生活树足球队（L'arbre de vie Berjallien）和葡萄牙人足球联盟俱乐部（A.S.F. Portugais）。

### 环境
布尔关雅略的环境事务由其所属的公共社区负责。2018年，布尔关雅略境内共有8家污染企业。

### 治安
2018年，布尔关雅略市镇范围内共有1处派出所和1处宪兵队。
2014年，布尔关雅略及附近地区共发生各类案件2,398起，其中盗窃类案件1,545起，经济类案件253起，毒品交易类案件109起。

## 文化
2019年，布尔关雅略境内共有1家剧场、1家电影院、1家博物馆和1家音乐厅，布尔关雅略博物馆建于1929年，是法国博物馆联盟成员之一。布尔关雅略市政府提供多媒体中心，向公众全年开放。

### 建筑
布尔关雅略境内有多处法国国家文物保护单位。

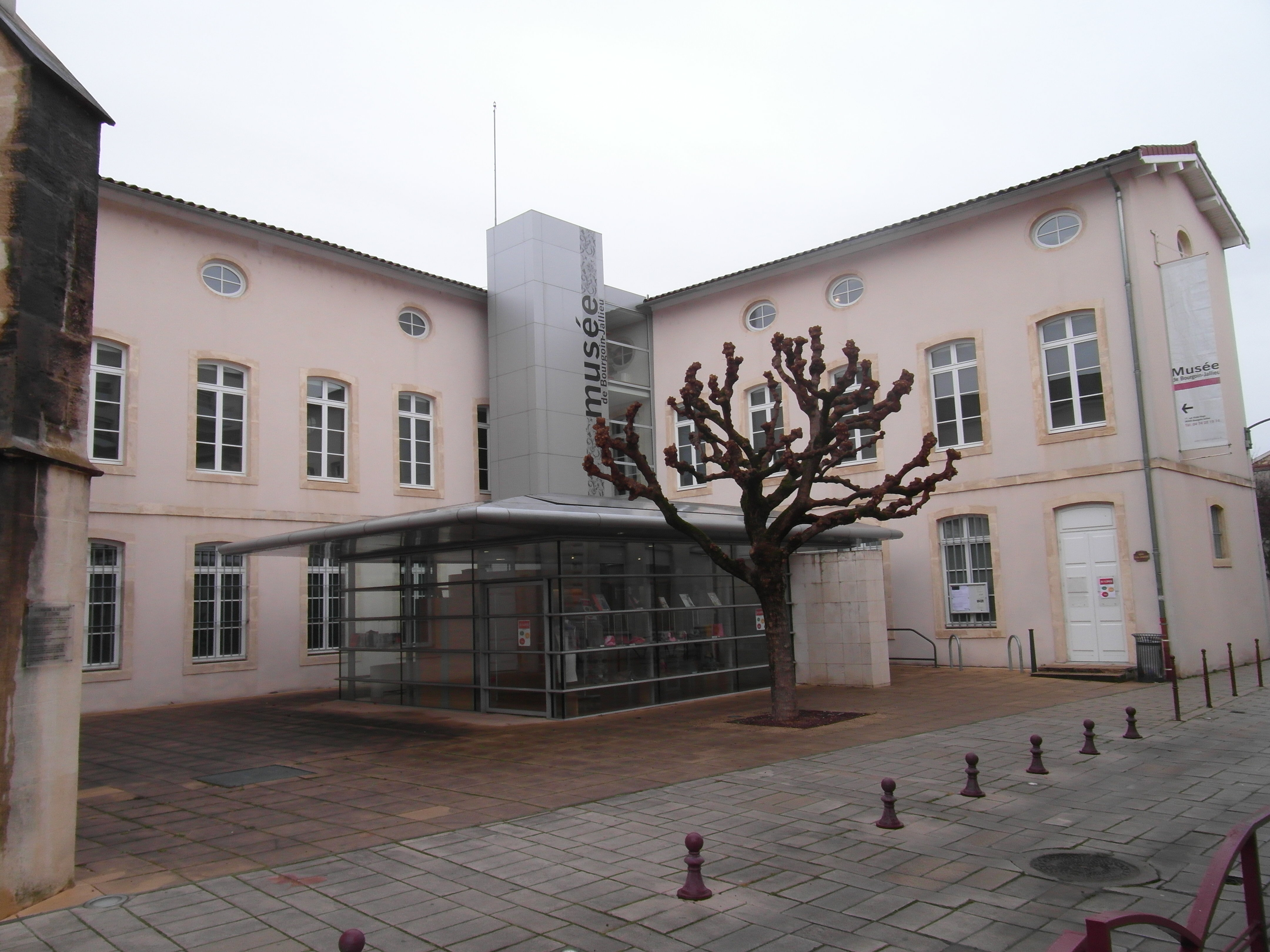
布尔关雅略博物馆（法语：Musée de Bourgoin-Jallieu）
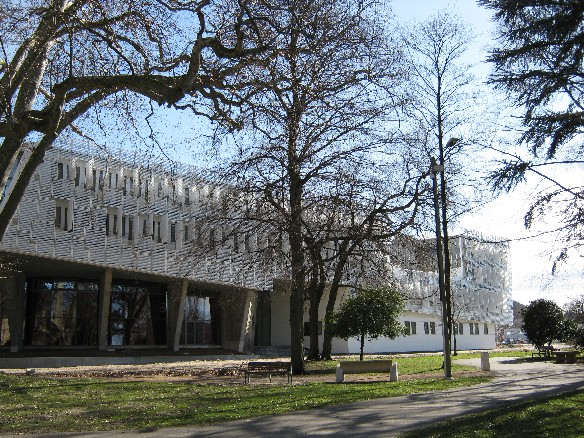
多媒体中心
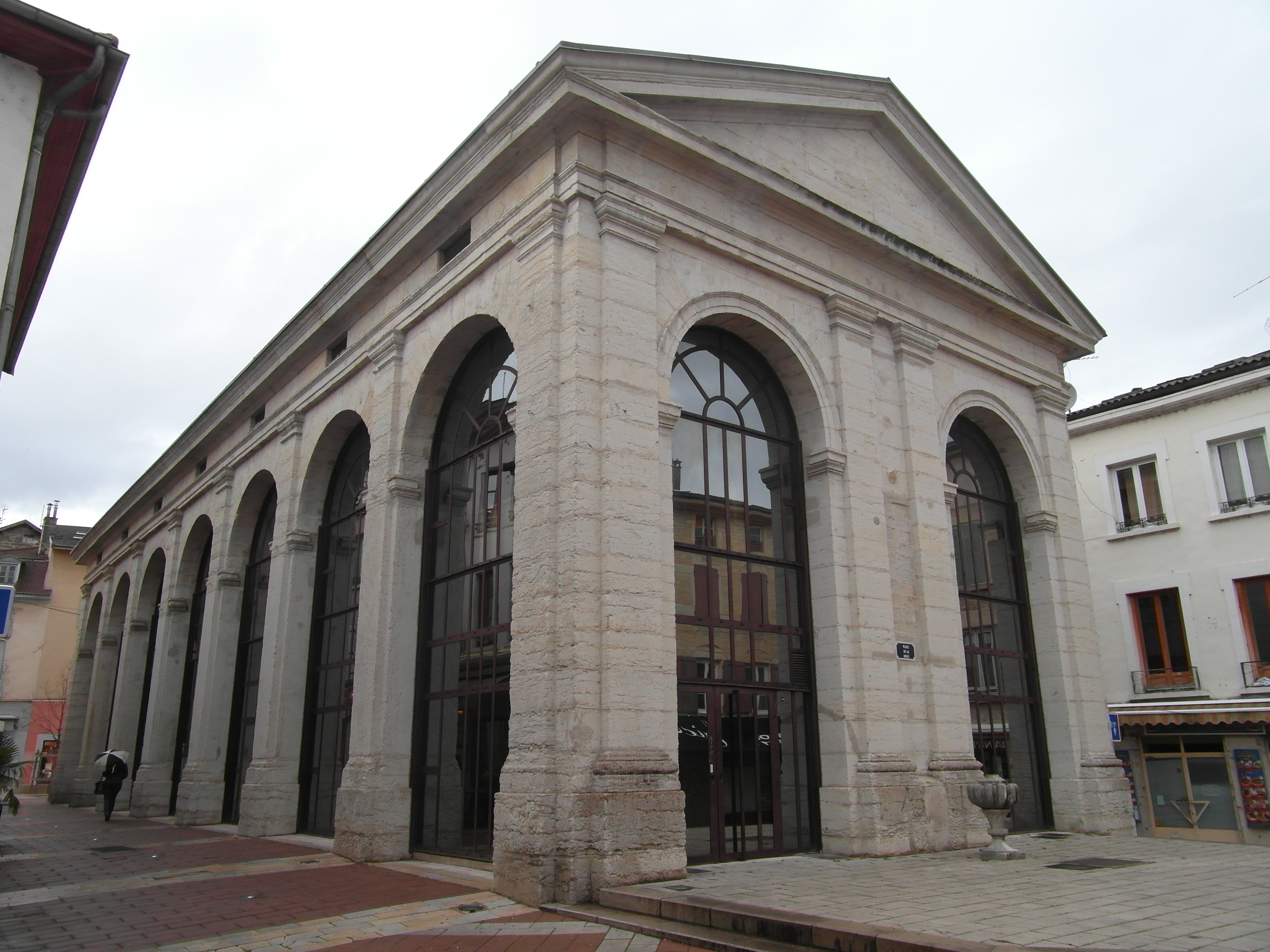
集市大堂
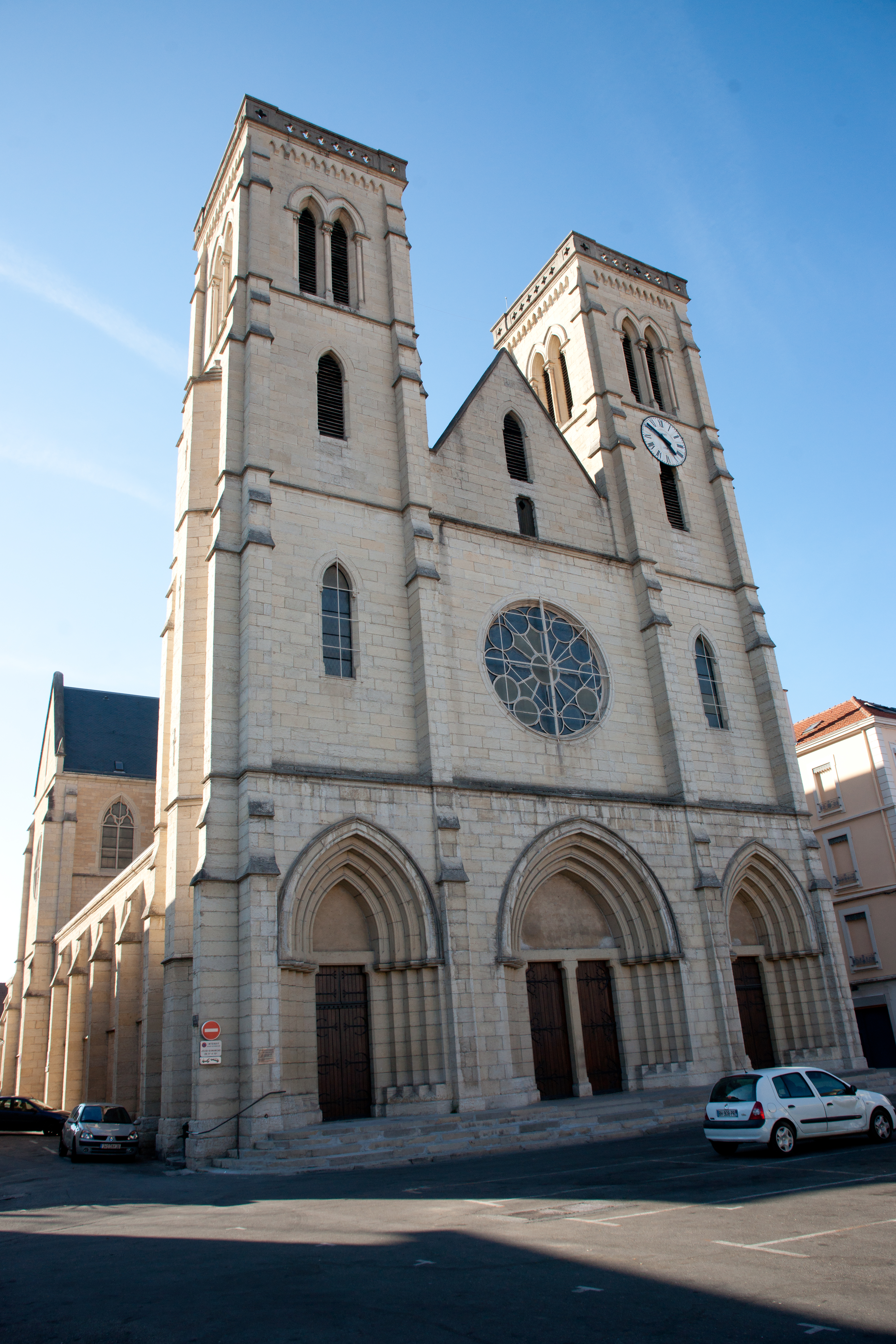
让-巴斯蒂德教堂
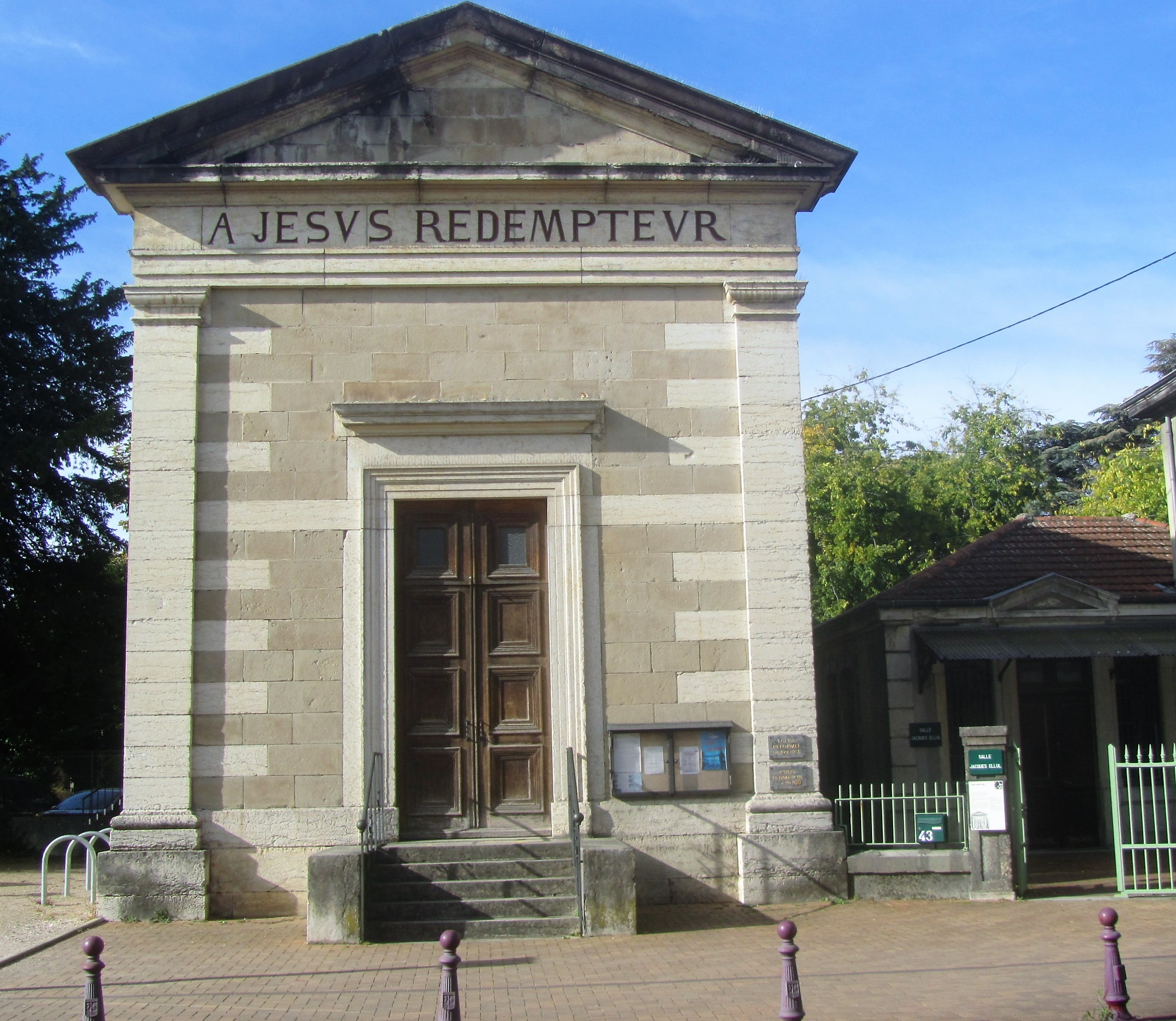
耶稣教堂

### 旅游
布尔关雅略的旅游事务由其所属的公共社区负责。2020年，布尔关雅略境内共有3家宾馆共计146间房间。

### 媒体
法国主要的媒体均可在布尔关雅略接收，法国电视三台下属的奥弗涅-罗讷-阿尔卑斯大区频道在部分时段播出布尔关雅略所属区域的地方新闻。区域性的《自由多菲内报》在布尔关设有一处联络办公点。

## 相关人物
法国作家弗雷德里克·达尔、企业家伊翁·加塔兹、橄榄球运动员朱利安·博奈尔、拳击运动员布拉欣·阿斯洛姆、足球运动员凯文·莫内-帕凯出生于布尔关雅略。

## 友好城市
截至2021年1月，布尔关雅略共与六座城市互为友好城市关系：

| - 德国 雷奥 - 德国 贝吉施格拉德巴赫 - 義大利 孔塞利切 | - 荷蘭 費爾森 - 中国 苏州市吴江区 - 英格兰 鄧斯特布爾 |